# 今西乃子
今西 乃子（いまにし のりこ、1965年 - ）は、日本の児童文学作家。

## 略歴
大阪府岸和田市生まれ。
「国境をこえた子どもたち」（あかね書房）でデビュー。
「ドッグ・シェルター」（金の星社）で、第36回日本児童文学者協会新人賞受賞。